# سرمية دودية

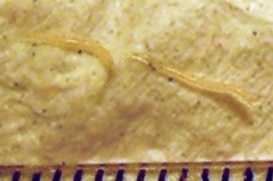
السرمية الدويدية

السُرْمِيّة الدُوَيْدِيّة، وأيضاً تسمى بالديدان الشعرية أو الدبوسية وكذلك الأقصورة أو الحُرقُص أو الحُرقوص (باللاتينية: Enterobius vermicularis)، نوع من الديدان الطفيلية. لونها أبيض وقطرها نحو المليمتر أو يزيد قليلا وطوله بين 4/3 - 2 سم. وهي كالصَفَرَة تنتقل بيوضها عن طريق تناول غذاء أو شراب ملوث ببراز مصاب بها ولكنها بالإضافة يمكن أن تنتقل بواسطة الأيدي والملابس الملوثة بملامستها شرج المصاب حيث أن الأنثى بعد أن تمتلئ بالبيض تنحدر إلى الشرج لتبيض بين ثناياه أو أن ينفجر جسمها ويخرج منه البيض الذي يلتصق حول الشرج بسبب وجود مادة إسمنتية في قشرتها. ومن أجل ذلك فإن هذه الدودة تختص دون سواها بإمكانية إعادة العدوى من ذات المريض وإليه (العدوى الذاتية)، بسبب عادة قرض الأظافر كما يمكن نقلها للغير عن طريق المصافحة أو النوم في فراش الغير أو من الألبسة الداخلية الملوثة إن لامسها الفرد السليم بطريقة ما. والأنثى المنحدرة قد تجد طريقها إلى المهبل فتبيض فيه، أو تنتقل إلى الغشاء البطني (peritoneum)، كما أن بيوض هذه الدودة لصغرها وخفتها يمكن نقلها بواسطة الغبار مما يجعل استنشاق مثل هذا الغبار طريقة أخرى لنقل العدوى.
والعدوى بهذه الدودة كثيرة الطرق وعلى غاية من السهولة، ومن أجل ذلك كان انتشارها في العالم يضارع انتشار أي دودة غيرها من الديدان الطفيلية حتى أصبحت منتشرة انتشار الصَفَرَة في البلاد الحارة. وإصابة فرد واحد من أفراد العائلة الواحدة بهذه الدودة يكاد يكون دليلاً على إصابة جميع أفراد العائلة. وإن بيض هذه الدودة لا يختلط بالبراز داخل الأمعاء كما هو الحال في غيرها من الديدان بل قد يختلط أو لا يختلط به أثناء التبرز، وعدم اختلاطه هو الغالب لأن البيوض بعامل احتواء قشرتها على مادة إسمنتية يصعب تحررها من جدار الشرج. والطريقة المثلى للتشخيص هي كشط ما حول الشرج بمجرد خشبي أو زجاجي وفحص ما يؤخذ تحت المجهر. والبيوض بعد ولادتها وهي لا تزال وحيدة الخلية لا تحتاج إلى فترة تتطور فيها إلى أجنة خارج الجسم لتصبح معدية، كما هو الحال في بيوض الإسكارس، بل وهي ما تزال طازجة تكون قابلة لنقل العدوى لأن تطورها من وحيدة الخلية إلى جنين فيرقة فدودة كاملة ممكن أن تتم داخل الأمعاء دون حاجة إلى فترة للحضانة الخلوية. ولما كانت العلاجات المعروفة تقاوم الدودة الكاملة وليس البيوض واليرقات فإن الطريقة الصحيحة للقضاء على العدوى هي الطريقة التدريجية وفي مدة لا تقل عن 10 أيام حيث أن هذه الفترة تكفي لتطور البيوض واليرقات إلى ديدان كاملة كما يحسن إعادة العلاج بعد أسبوعين أو ثلاثة.
فهذه الديدان الدبوسية هي طفيليات شائعة للغاية تستوطن الامعاء، غالباً في الأطفال، وتسبب حكة في الشرج، والديدان الدبوسية لها قابلية غير عادية لانتقال العدوى. فهي تدخل جسم الطفل عندما يلتقط البويضات المجهرية (التي تضعها الديدان الدبوسية) بأصابعه ويضعها في فمه ويبتلعها.
و تعيش تلك الديدان البالغة، خيطية الشكل، البيضاء التي طول كل منها 4\1 بوصة في الامعاء، وتهاجر الإناث بعد تلقيحها من الذكور عبر الامعاء حتى تصل إلى الشرج حيث تضع البويضات ثم تموت، وأثناء خروج الديدان وزحفها على جلد الشرج الحساس لوضع البويضات يحدث لدى الطفل شعور بالرغبة الشديدة في حك جلد الشرج وعندئذ تلتصق البويضات بأصابع الطفل وأظافره.
فإذا وضعها بعد ذلك في فمه (دون أن يغسل يده) فإن البويضات تبتلع وتنتقل في رحلتها داخل الجهاز الهضمي، ثم تفقس وتخرج اليرقات وتستمر في التطور داخل الجسم حتى تنضج لتعيد دورة حياتها.
كما أن البويضات التي تخرج مع البراز يمكنها أن تعيش في التربة لأسابيع طويلة، وكذلك البويضات التي تنتشر في غبار المنزل وفي الملابس وأغطية الفراش.

## أعراض الإصابة
إن أول ما يظهر من اعراض للديدان الدبوسيه هو حك الجلد المحيط بالشرج وداخل الاليتين، وغالباً ما يحدث ذلك بالليل، وقد تشعر البنات أيضاً بحكة مهبلية والم أثناء التبول، وما ينتج عن ذلك من قلق وتوتر عصبي. غير أنها في كثير من الأحيان تسبب التهابا في بداية الأمعاء الغليظة. أو في الزائدة الدودية، وفي أحوال أخرى تسبب التهاب المبايض أو مجاريه، أو التهاب الغشاء البطني. ومن الاعراض الشائعة أيضاً القلق والنوم المؤرق، ومع ذلك فبعض الأطفال لا يعانون اية اعراض.

## العلاج
يمكنك رؤية الديدان الصغيرة حول فتحة الشرج خاصة أثناء الليل، فإذا رأيتها، أو إذا كان طفلك يشكو من حكة بالشرج، فضعي شريطاً لاصقاً شفافاً على الجلد المحيط بالشرج وخذي الشريط (بعد وضعه داخل زجاجة نظيفة مغلقة) إلى الطبيب الذي سوف يفحص العينة تحت المجهر ليتأكد من وجود الديدان الدبوسية وبويضاتها.
و قد يوصي الطبيب بعلاج اسرتك بأكملها (إذا كان الطفيلي يمكنه الانتشار بسهولة) بإعطاء عقار يقتل الديدان بفاعلية.
و فضلاً عن هذا، عليك بقص أظافر طفلك، التي هي مكان اختباء مفضل للبويضات وتأكدي من أن جميع افراد العائلة يغسلون ايديهم كثيراً خاصة بعد قضاء الحاجة أو بعد اللعب مع الحيوانات الاليفة وقبل تناول الطعام. وعليك بغسل جميع ملاءات الأسرة في الماء الساخن وتجفيفها بالهواء الساخن لقتل جميع البويضات.

## وسائل الوقاية
منع تلوث الغذاء والشراب بالبراز، وغسل اليدين بعد قضاء الحاجة وقبل تناول الوجبات، وغسل ما لا يطبخ من الأغذية جيدا قبل تناوله.
بعد الانتهاء من علاج الطفل من الديدان الدبوسية، يجب تعويده على سلوكيات صحية وعادات نظافة الجسم من الأمراض شائعة الانتشار بين الأطفال عدوى ديدان الجهاز الهضمي، التي تزداد نسبة الإصابة بها كلما ازداد استخدام الحمامات العامة وانعدمت أساليب النظافة في التعاملات اليومية. ومن الأخطاء الشائعة التي تساعد على انتشار مثل هذه الأمراض الطفيلية عدم اهتمام الأسرة بتعليم وتثقيف الأبناء بالوسائل الصحية وأساليب المحافظة على الصحة العامة ومنها غسل اليدين باستمرار وغسل وتعقيم الفاكهة والخضراوات التي تؤكل طازجة من دون طبخ، وتغير الملابس الداخلية باستمرار. الديدان الدبوسية هي ديدان صغيرة بيضاء اللون تنتقل بسهولة من الطفل المصاب إلى طفل آخر سليم، وتدخل إلى الأمعاء، وتخرج من فتحة الشرج مسببة حكة والتهابا حول الفتحة. ويمكن تشخيص وتحديد الديدان الدبوسية نفسها وكذلك بيضها عن طريق فحص فتحة الشرج أو فضلات الأمعاء، إنها نوع من العدوى التي يسهل عادة علاجها بالأدوية كما تتميز بارتفاع نسبة الانتكاسة بعد العلاج، إذا لم يتم اتباع وسائل النظافة المعروفة. ولمنع الإصابة الأولى بهذه الديدان وانتشار العدوى بها وكذلك منع عودتها بعد العلاج، ننصح بالآتي: - تعليم الطفل أن يقوم بغسل يديه دائما قبل تناول الطعام، وبعد الذهاب إلى المرحاض. - تقليم أظافر الطفل بشكل متكرر. - عدم السماح للطفل بممارسة عادة قضم الأظافر. - التأكد من تغير الملابس الداخلية للطفل كل يوم. - تعويد الطفل على الاستحمام في الصباح بدلا من الليل، الأمر الذي سيساعد في منع انتشار بيض الديدان خلال الليل. - فتح الستائر في غرفة الطفل في كل يوم، حيث إن بيض الديدان الدبوسية يتفاعل بشكل عكسي سلبي مع أشعة الشمس. - وبعد الانتهاء من علاج الطفل من الديدان الدبوسية، يجب تعويده على سلوكيات صحية ومتابعته في ممارستها مثل القيام بتغير الملابس الداخلية وملابس النوم وأغطية الفراش باستمرار حتى تظل نظيفة معقمة خالية من العدوى.